# Denisse de Kalafe
Denis(s)e de Kala(f)fe (Olga Denise Kalaf Shad; * 23. April 1949 in Ponta Grossa) ist eine mexikanische Singer-Songwriterin brasilianischer Herkunft.
Die Tochter libanesischer Einwanderer wurde in São Paulo mit pazifistischen Liedern im Stil von Joan Baez bekannt. Sie nahm an lateinamerikanischen Musikfestivals teil und pendelte seit Anfang der 1970er Jahre zwischen Mexiko und Brasilien, bis sie sich 1975 entschloss, ganz nach Mexiko überzusiedeln. Mit dem Song El amor… cosa tan rara gewann sie 1978 das siebente OTI Festival. Ihr berühmtester Song Señora, señora entstand 1981. Auch Boleros wie El Porqué de Mi Canto, La Vida No Es un Mar de Rosas und Tres Porqués erlangten in Lateinamerika große Popularität. Mit ihrem letzten Bolero A Quién Amar Si No Es a Ti verabschiedete sie sich 2000 von der Bühne, brachte aber danach noch die Alben Hacer y Deshacer (2005) und Detalles (2012) heraus.

## Diskographie
- DeKalafe, 1970
- El porqué de mi canto, 1976
- Amar es, 1981
- Al revés y al derecho, 1983
- A quién corresponda, 1985
- Transparente, 1986
- Mis 15 años en México, 1987
- LuzAzul, 1988
- A ti que me diste tu vida 1991
- Especialmente para ti, 2004
- Hacer y deshacer (2005)
- Señora, señora, 2005
- Detalles 2012